# Brocchinia micrantha
Brocchinia micrantha är en gräsväxtart som först beskrevs av John Gilbert Baker, och fick sitt nu gällande namn av Carl Christian Mez. Brocchinia micrantha ingår i släktet Brocchinia och familjen Bromeliaceae. Inga underarter finns listade i Catalogue of Life.

## Bildgalleri

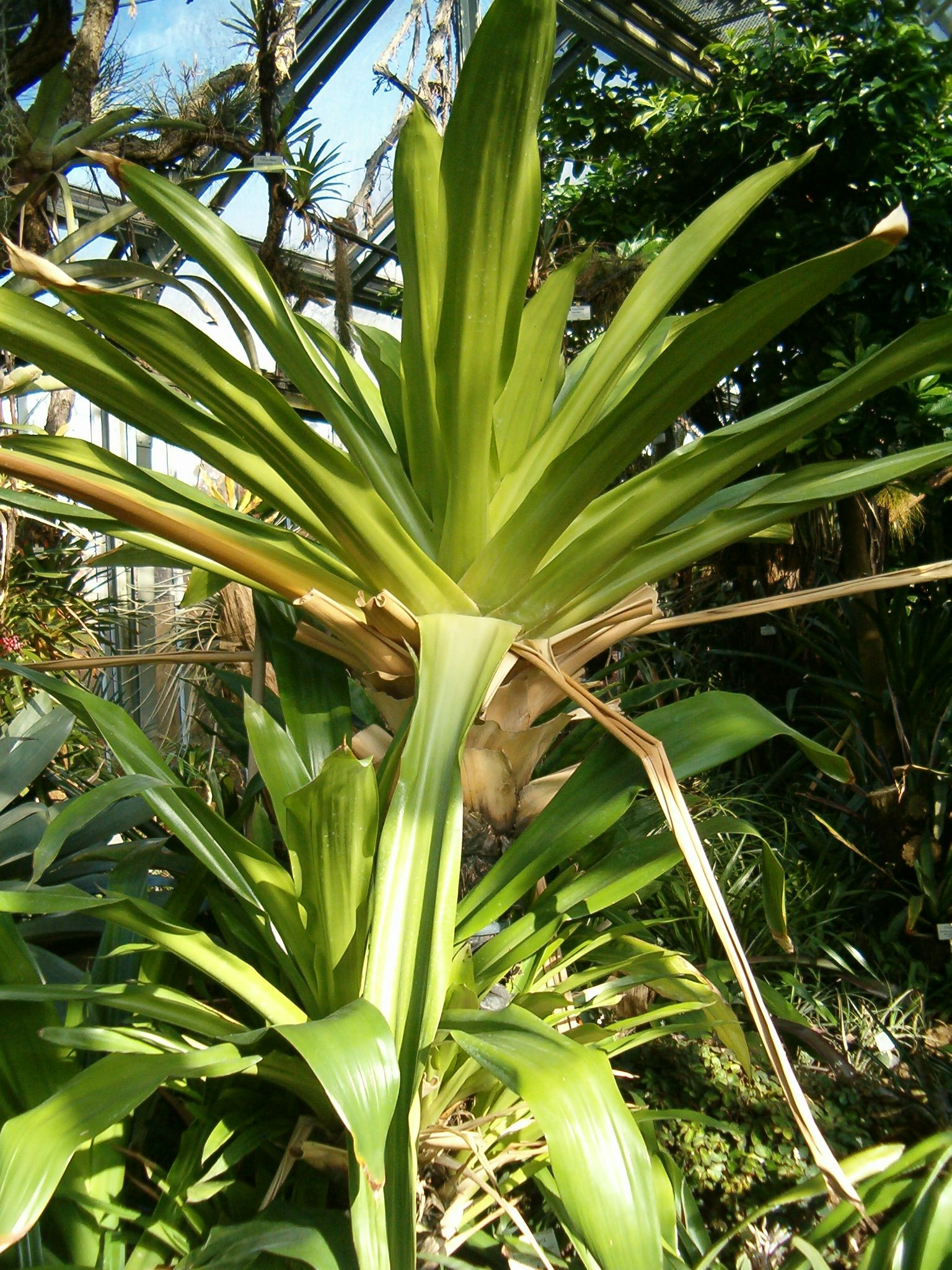